# Куеро
Куеро (італ. Quero, вен. Quero) — колишній муніципалітет в Італії, у регіоні Венето, провінція Беллуно. У 2013 році муніципалітет було об'єднано разом з муніципалітетом Вас у єдиний муніципалітет Куеро-Вас.
Куеро розташоване на відстані близько 450 км на північ від Рима, 65 км на північний захід від Венеції, 33 км на південний захід від Беллуно.
Населення — 2550 осіб (2012).
Покровитель — Annunciazione della Beata Vergine Maria.

## Демографія
Населення за роками:

Станом на 31 грудня 2010 року в муніципалітеті офіційно проживав 471 іноземець з 26 країн, серед них 18 громадян країн Євросоюзу та 5 громадян України.

## Сусідні муніципалітети
- Алано-ді-П'яве
- Фельтре
- Сегузіно
- Серен-дель-Граппа
- Вас